# 00-2 agenti segretissimi
00-2 agenti segretissimi è un film del 1964 diretto da Lucio Fulci.
Come suggerisce il titolo, è una parodia dei film di James Bond, il cui protagonista è noto come 007, con protagonista il duo comico Franco e Ciccio. Costituisce la prima parodia spionistica della coppia comica composta da Franco Franchi e Ciccio Ingrassia (che ne interpreterà altre tre: Due mafiosi contro Goldginger, Le spie vengono dal semifreddo e Come rubammo la bomba atomica).
I personaggi dei due ladri (seppure con nomi diversi) sono stati ripresi nel film 002 Operazione Luna del 1965, che è a volte indicato come un seguito.
È il film d'esordio di Luca Sportelli.

## Trama
Franco e Ciccio sono due ladri d'appartamento maldestri e ingenui che cadono nella trappola loro tesa dagli agenti dei servizi segreti americani: questi prima li catturano, poi li liberano dopo aver nascosto loro addosso un microfilm. Il piano escogitato è semplice: Franco e Ciccio devono sembrare i due agenti incaricati di custodire il microfilm, in modo da attirare su se stessi le attenzioni delle spie di tutto il mondo, dando la possibilità ai veri agenti di effettuare la consegna dell'originale in tutta tranquillità.
Capita però che i due siano così pasticcioni e scalognati che finiscono col sembrare ai nemici due vere e pericolose spie, trovandosi, di fatto, in mezzo ad una caccia spietata e senza esclusione di colpi. Inoltre l'organizzatore scopre che per errore hanno la vera formula segreta. Tuttavia proprio la loro cronica sfortuna rappresenta anche un'insperata salvezza dalle mille trappole tese loro.